# هری لاک
هری لاک (انگلیسی: Harry Locke؛ ‏ ۱۰ دسامبر ۱۹۱۳ – ۷ سپتامبر ۱۹۸۷) بازیگر اهل بریتانیا بود.
از فیلم‌ها یا برنامه‌های تلویزیونی که وی در آن نقش داشته‌است، می‌توان به جنگ و صلح، الفی، نقش عربی، اتاق ال شکل، تیارا تاهیتی، او مجبور خواهد شد که برود، درباره فیدل، دختری در قایق، من خوبم جک، زن در لباس خواب، محصول شب، خیانت ملی، سرباز آنجلو، گذرنامه ورود به پیملیکو، سحرخیز، اوه! چه جنگ دلپذیری، رسیدن به آسمان و جزیره گنج اشاره کرد.